# Some Gave All
Some Gave All (укр. Дехто віддав все) — дебютний альбом американського кантрі-співака Біллі Рея Сайруса, що вийшов 1992 року.

## Про альбом
Біллі Рей Сайрус — американський співак та актор з міста Флетвудс, штат Кентуккі. 1992 року він записав свій дебютний альбом Some Gave All в стилі кантрі. Назва альбому походить від назви однойменної пісні «Some Gave All», написаної артистом разом зі своєю дружиною Сінді Сміт Сайрус, присвяченої ветеранам війни у В'єтнамі.
Платівка Some Gave All вийшла 19 травня 1992 року, а вже 13 червня посіла перше місце в американському хіт-параді альбомів Billboard 200. До того, вона залишалася на вершині чарту протягом 17 тижнів, встановивши рекорд за тривалістю перебування на першій сходинці для дебютного альбому. Продажі альбому також були неймовірно високими, і 12 листопада 1992 року Some Gave All став першим кантрі-альбомом в історії, що став п'ять разів платиновим в США (було продано понад 5 млн примірників). Протягом наступних років показники продажів продовжували зростати, 1996 року досягнувши показника 9 млн примірників. Таким чином Some Gave All став найбільш продаваним дебютним альбомом сольного виконавця за всю історію чарту Billboard 200.
За межами США платівка також отримала незвичну для кантрі-виконавців популярність. Показники продажів по всьому світові перевищили 20 млн примірників. Він очолив хіт-паради в Канаді та Австралії, потрапив до десятки найкращих платівок у Великій Британії та до 40 кращих альбомів у Франції. В Австралії Some Gave All був сертифікований як тричі платиновий альбом.
Some Gave All став відомим передусім завдяки хіту «Achy Breaky Heart», який став дебютним синглом з альбому. В музичному каталозі AllMusic про неї написали: «Смажені південні ритми Rolling Stones і безглуздий приспів із таким гучним хуком, що не міг залишитися без реакції». На думку Браяна Менсфілда, поєднання кантрі та рок-н-ролу дозволило Сайрусу привабити молоде покоління, яке до цього було байдужим до кантрі-музики. Пізніше цю пісню було перевидано в акустичному виконанні на альбомі Сайруса Icon 2011 року, а 2017 року вийшла абсолютно нова версія композиції.

## Список пісень
| #   | Назва                                     | Тривалість |
| --- | ----------------------------------------- | ---------- |
| 1.  | «Could've Been Me»                        | 3:44       |
| 2.  | «Achy Breaky Heart»                       | 3:23       |
| 3.  | «She's Not Cryin' Anymore»                | 3:25       |
| 4.  | «Wher'm I Gonna Live?»                    | 3:29       |
| 5.  | «These Boots Are Made For Walkin'»        | 2:47       |
| 6.  | «Someday, Somewhere, Somehow»             | 3:47       |
| 7.  | «Never Thought I'd Fall In Love With You» | 3:41       |
| 8.  | «Ain't No Good Goodbye»                   | 3:22       |
| 9.  | «I'm So Miserable»                        | 3:59       |
| 10. | «Some Gave All»                           | 4:05       |